# Aspis

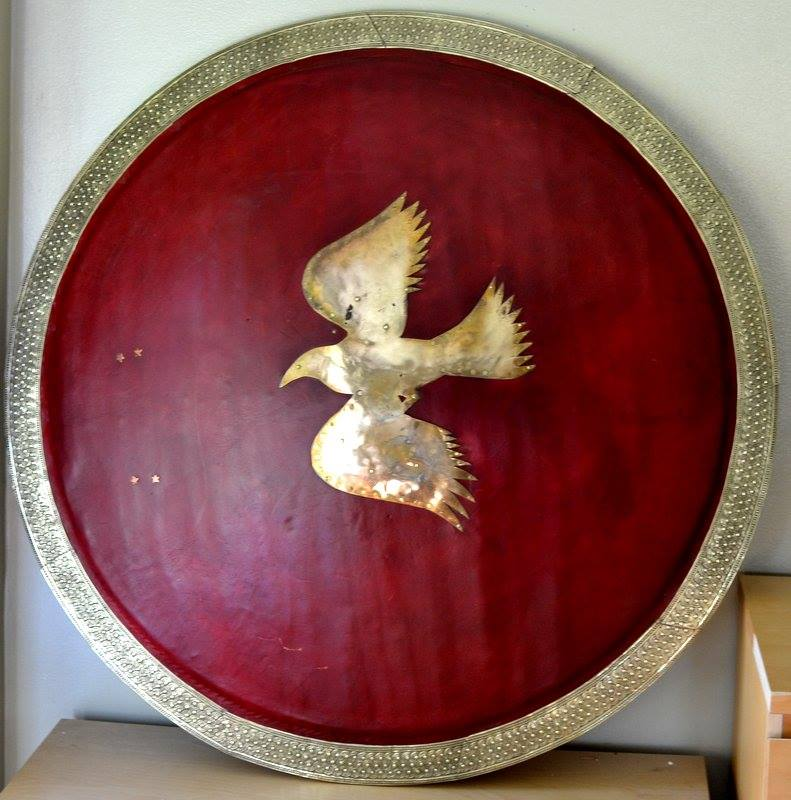
En grekisk aspis.

Aspis var en typ av grekisk armburen rundsköld av trä med en diameter upp till 100 cm, som användes 500 f.Kr. Skölden var för det mesta även täckt av brons och extra förstärkt med brons i kanterna. Den var även lite krökt inåt för att ge ett någorlunda sidoskydd för soldaten. Den bars med hjälp av ett handtag och en ögla som gjorde det möjligt för soldaten att även bära ett vapen i samma hand.